# Sowjetischer Fußballpokal 1975
Der Sowjetische Fußballpokal 1975 war die 34. Austragung des sowjetischen Pokalwettbewerbs der Männer. Pokalsieger wurde Ararat Jerewan. Das Team setzte sich im Finale gegen Sarja Woroschilowgrad durch. Titelverteidiger Dynamo Kiew war im Viertelfinale ausgeschieden.

## Modus
An dem Wettbewerb nahmen die 16 Erstligisten und die 20 Zweitligisten teil. Alle Begegnungen wurden in einem Spiel entschieden. Stand es nach regulärer Spielzeit unentschieden, wurde das Spiel um zweimal 15 Minuten verlängert. Stand danach kein Sieger fest, folgte ein Elfmeterschießen.

## Teilnehmende Teams
| Wysschaja Liga (16) | Wysschaja Liga (16) | Perwaja Liga (20) | Perwaja Liga (20) |
| --- | --- | --- | --- |
| - Dynamo Moskau - Lokomotive Moskau - Spartak Moskau - Torpedo Moskau - ZSKA Moskau - Ararat Jerewan - Dnjepr Dnjepropetrowsk - Dynamo Kiew | - Dinamo Tiflis - Karpaty Lwow - Pachtakor Taschkent - SKA Rostow - Schachtjor Donezk - Sarja Woroschilowgrad - Tschernomorez Odessa - Zenit Leningrad | - Alga Frunse - Dinamo Minsk - Kairat Alma-Ata - Kusbass Kemerowo - Krylja Sowetow Kuibyschew - Kuban Krasnodar - Metallist Charkow - Metallurg Saporoschje - Neftçi Baku - Nistru Kischinjow | - Pamir Duschanbe - Rubin Kasan - Schinnik Jaroslawl - Spartak Iwano-Frankowsk - Spartak Naltschik - Spartak Ordschonikidse - Swesda Perm - Tawrija Simferopol - Torpedo Kutaissi - Uralmasch Swerdlowsk |

## 1. Runde
Teilnehmer: 16 Zweitligisten
| Datum      |                       | Ergebnis  |                         |
| ---------- | --------------------- | --------- | ----------------------- |
| 16.03.1975 | Alga Frunse           | 2:1       | Kuban Krasnodar         |
| 16.03.1975 | Swesda Perm           | 1:0       | Kusbass Kemerowo        |
| 16.03.1975 | Metallist Charkow     | 2:1       | Spartak Ordschonikidse  |
| 16.03.1975 | Metallurg Saporoschje | 2:1 n. V. | Spartak Iwano-Frankowsk |
| 16.03.1975 | Neftçi Baku           | 1:0       | Torpedo Kutaissi        |
| 16.03.1975 | Pamir Duschanbe       | 2:0       | Spartak Naltschik       |
| 16.03.1975 | Tawrija Simferopol    | 3:0       | Rubin Kasan             |
| 16.03.1975 | Schinnik Jaroslawl    | 2:1       | Uralmasch Swerdlowsk    |

## 2. Runde
Teilnehmer: Die acht Sieger der 1. Runde, vier weitere Zweitligisten und 14 Erstligisten (alle, außer Dynamo Kiew und Spartak Moskau).
| Datum      |                        | Ergebnis  |                           |
| ---------- | ---------------------- | --------- | ------------------------- |
| 22.03.1975 | Schinnik Jaroslawl     | 2:1       | Tschernomorez Odessa      |
| 22.03.1975 | Swesda Perm            | 1:0       | Schachtjor Donezk         |
| 23.03.1975 | Ararat Jerewan         | 4:1       | Krylja Sowetow Kuibyschew |
| 23.03.1975 | Dinamo Tiflis          | 2:1       | Metallurg Saporoschje     |
| 23.03.1975 | Dnjepr Dnjepropetrowsk | 1:2       | Pamir Duschanbe           |
| 23.03.1975 | Sarja Woroschilowgrad  | 1:0       | SKA Rostow                |
| 23.03.1975 | Zenit Leningrad        | 1:0       | Dinamo Minsk              |
| 23.03.1975 | Kairat Alma-Ata        | 3:0       | Torpedo Moskau            |
| 23.03.1975 | Karpaty Lwow           | 4:0       | Neftçi Baku               |
| 23.03.1975 | Metallist Charkow      | 1:4       | Pachtakor Taschkent       |
| 23.03.1975 | Nistru Kischinjow      | 0:1 n. V. | Lokomotive Moskau         |
| 23.03.1975 | ZSKA Moskau            | 3:2       | Tawrija Simferopol        |
| 23.03.1975 | Dynamo Moskau          | 0+:- 1    | Alga Frunse               |

## Achtelfinale
Teilnehmer: Die 13 Sieger der 2. Runde und Spartak Moskau
| Datum      |                     | Ergebnis              |                       |
| ---------- | ------------------- | --------------------- | --------------------- |
| 05.04.1975 | Swesda Perm         | 0:0 n. V. (2:4 i. E.) | Kairat Alma-Ata       |
| 06.04.1975 | Ararat Jerewan      | 1:0 n. V.             | Karpaty Lwow          |
| 06.04.1975 | Zenit Leningrad     | 0:0 n. V. (2:4 i. E.) | Dinamo Tiflis         |
| 06.04.1975 | Lokomotive Moskau   | 2:1 n. V.             | Dynamo Moskau         |
| 06.04.1975 | Pamir Duschanbe     | 0:0 n. V. (2:3 i. E.) | Sarja Woroschilowgrad |
| 06.04.1975 | Pachtakor Taschkent | 1:1 n. V. (5:4 i. E.) | Spartak Moskau        |
| 06.04.1975 | Schinnik Jaroslawl  | 0:1                   | ZSKA Moskau           |

## Viertelfinale
Teilnehmer: Die sieben Sieger aus dem Achtelfinale und Dynamo Kiew.
| Datum      |                     | Ergebnis              |                       |
| ---------- | ------------------- | --------------------- | --------------------- |
| 02.07.1975 | Dinamo Tiflis       | 2:1 n. V.             | Dynamo Kiew           |
| 02.07.1975 | Lokomotive Moskau   | 1:1 n. V. (3:5 i. E.) | Ararat Jerewan        |
| 02.07.1975 | Pachtakor Taschkent | 0:0 n. V. (2:4 i. E.) | Sarja Woroschilowgrad |
| 03.07.1975 | ZSKA Moskau         | 3:0                   | Kairat Alma-Ata       |

## Halbfinale
| Datum      |                       | Ergebnis  |               |
| ---------- | --------------------- | --------- | ------------- |
| 16.07.1975 | Ararat Jerewan        | 3:1       | Dinamo Tiflis |
| 16.07.1975 | Sarja Woroschilowgrad | 2:1 n. V. | ZSKA Moskau   |

## Finale
| Paarung               | Ararat Jerewan – Sarja Woroschilowgrad |
| Ergebnis              | 2:1 (2:1) |
| Datum                 | 9. August 1975 |
| Stadion               | Olympiastadion Luschniki, Moskau |
| Zuschauer             | 70.000 |
| Schiedsrichter        | Wladimir Rudnew |
| Tore                  | 0:1 Wiktor Kusnezow (8.) 1:1 Arkadi Andreasjan (14.) 2:1 Eduard Markarow (43.) |
| Ararat Jerewan        | Aljoscha Abrahamjan – Sanasar Geworkjan, Armen Sarkisjan, Alexander Mirsojan – Norajr Mesropjan, Arkadi Andreasjan – Sergei Bondarenko, Lewon Ischtojan (72. Samwel Petrosjan) – Eduard Markarow, Suren Martirosjan, Nasar Petrosjan Cheftrainer: Wiktor Maslow |
| Sarja Woroschilowgrad | Alexander Tkatschenko – Nikolai Pintschuk, Wladimir Malygin, Alexander Awerjanow – Juri Wassenin, Alexander Schurawljow – Wiktor Kusnezow , Wladimir Belousow – Jurij Jelissjejew, Anatolij Kuksow, Juri Kowanjow Cheftrainer: Juri Sacharow                    |
| Gelbe Karten          | Geworkjan (75.) – keine |